# Ilyés Laura Vanda
Ilyés Laura Vanda (Budapest, 2001. december 19. –) válogatott magyar úszó, korosztályos csúcstartó.

## Életút
Budapesten született, az úszást három és fél évesen kezdte a Kőbánya SC medencéjében. A versenyúszás alapjait Kiss Miklós nevelőedzőtől tanulhatta. Kilenc évig úszott a kőbányai klub színeiben, majd átigazolt az UTE úszószakosztályába, ahol Virth Balázzsal dolgozott. Újpesten együtt edzhetett többek között Gyurta Dániellel is. 2014 februárjában Kecskemétre igazolt a Törös Károly vezette Bácsvíz-KVSC úszóihoz. 2015-ben szerepelt az ifjúsági olimpiai fesztiválon. A 2016-os junior Eb-n 200 m háton nyolcadik lett.
2016 szeptemberétől a Százhalombattai VUK SE versenyzője.

## Eredményei
2014
- Debrecen – Magyar bajnokság – 4 × 100 m vegyes váltó (Újpesti TE: Burián Kata, Sztankovics Anna, Gyurinovics Fanni, Ilyés Laura Vanda) 1. helyezés (4:15,53)[2]

2015
- Győr – Magyar bajnokság – 4 × 100 m vegyes váltó (Bácsvíz-KVSC: Földházi Dávid, Tejes Péter, Burián Katalin, Ilyés Laura Vanda) 3. helyezés (4:03,54)[3]

2016
- Győr – Magyar bajnokság – 200 m hátúszás (Bácsvíz-KVSC) 3. helyezés (2:15,25)[4]
- Eger – Országos Serdülő Bajnokság – 100 m hátúszás (Bácsvíz-KVSC) 1. helyezés (1:03,30), 200 m hátúszás (Bácsvíz-KVSC) 2. helyezés (2:20,99), 50 m hátúszás (Bácsvíz-KVSC) 3. helyezés (0:30,69)[5][6]